# (21148) Billramsey
(21148) Billramsey est un astéroïde de la ceinture principale.

## Description
(21148) Billramsey est un astéroïde de la ceinture principale. Il fut découvert le 16 avril 1993 à l'Observatoire Palomar par Carolyn S. Shoemaker et Eugene M. Shoemaker. Il présente une orbite caractérisée par un demi-grand axe de 2,69 UA, une excentricité de 0,19 et une inclinaison de 12,9° par rapport à l'écliptique.

## Compléments